# De Dion-Bouton 15 CV

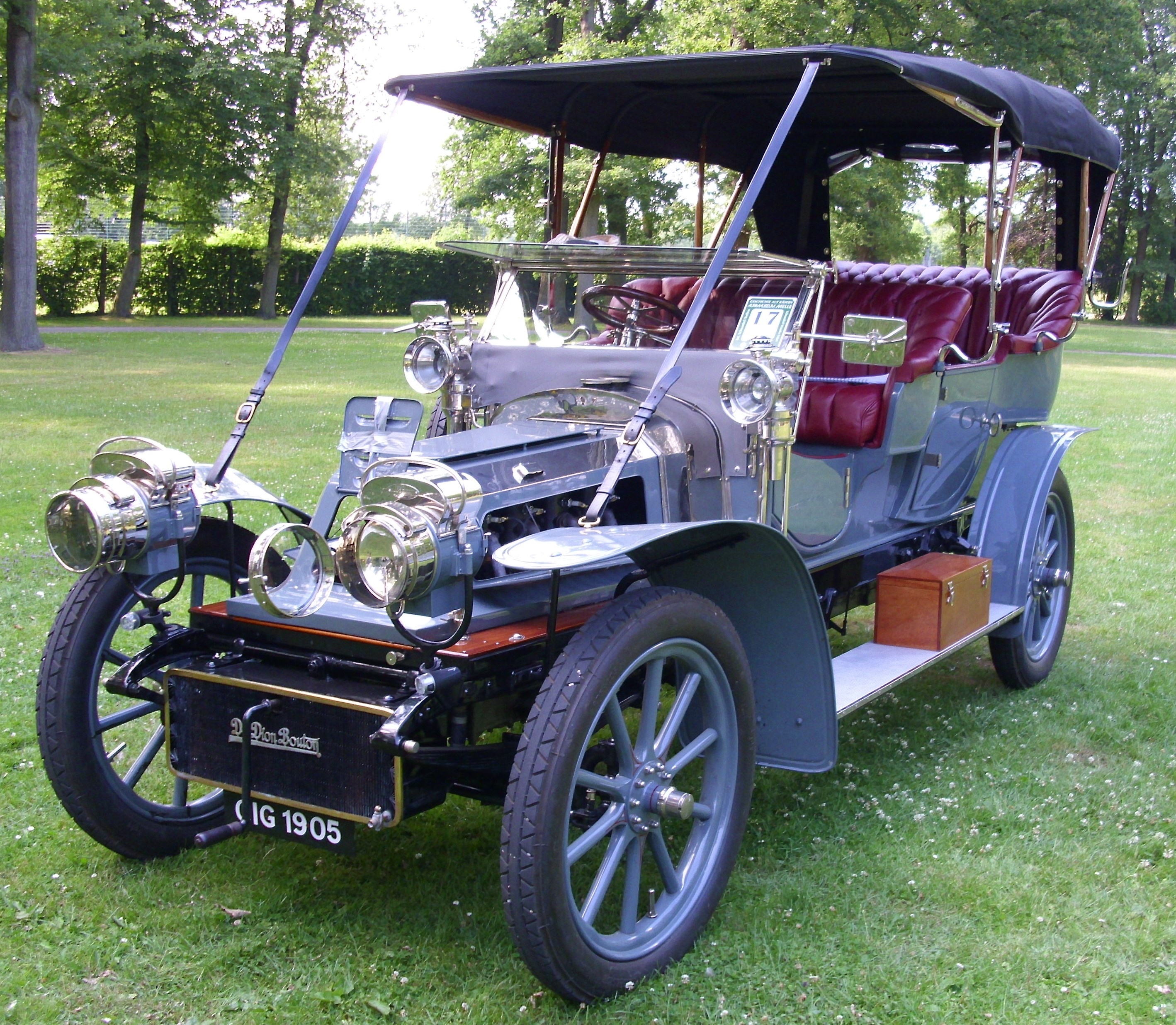
De Dion-Bouton Type AD

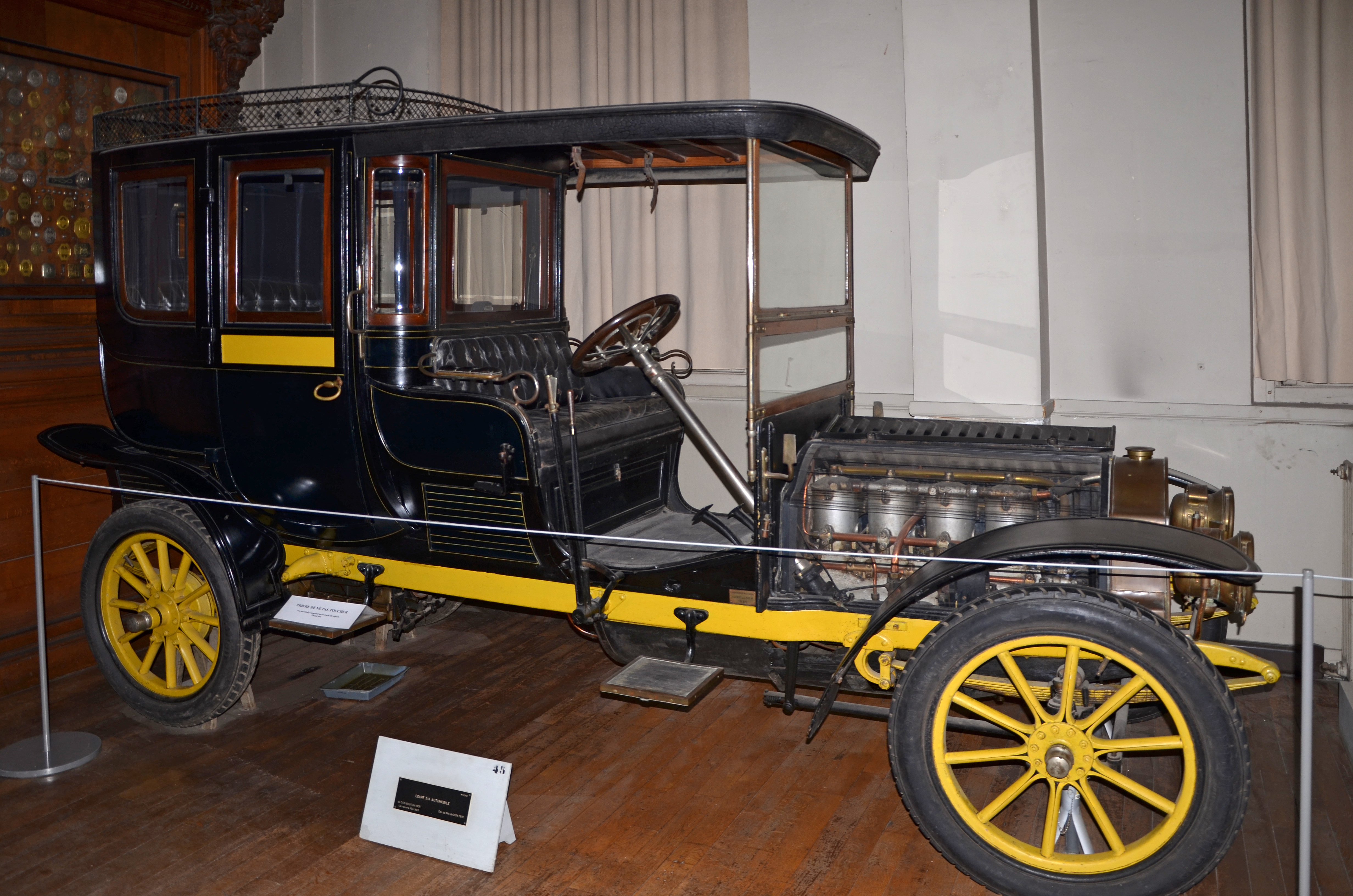
De Dion-Bouton Type AX

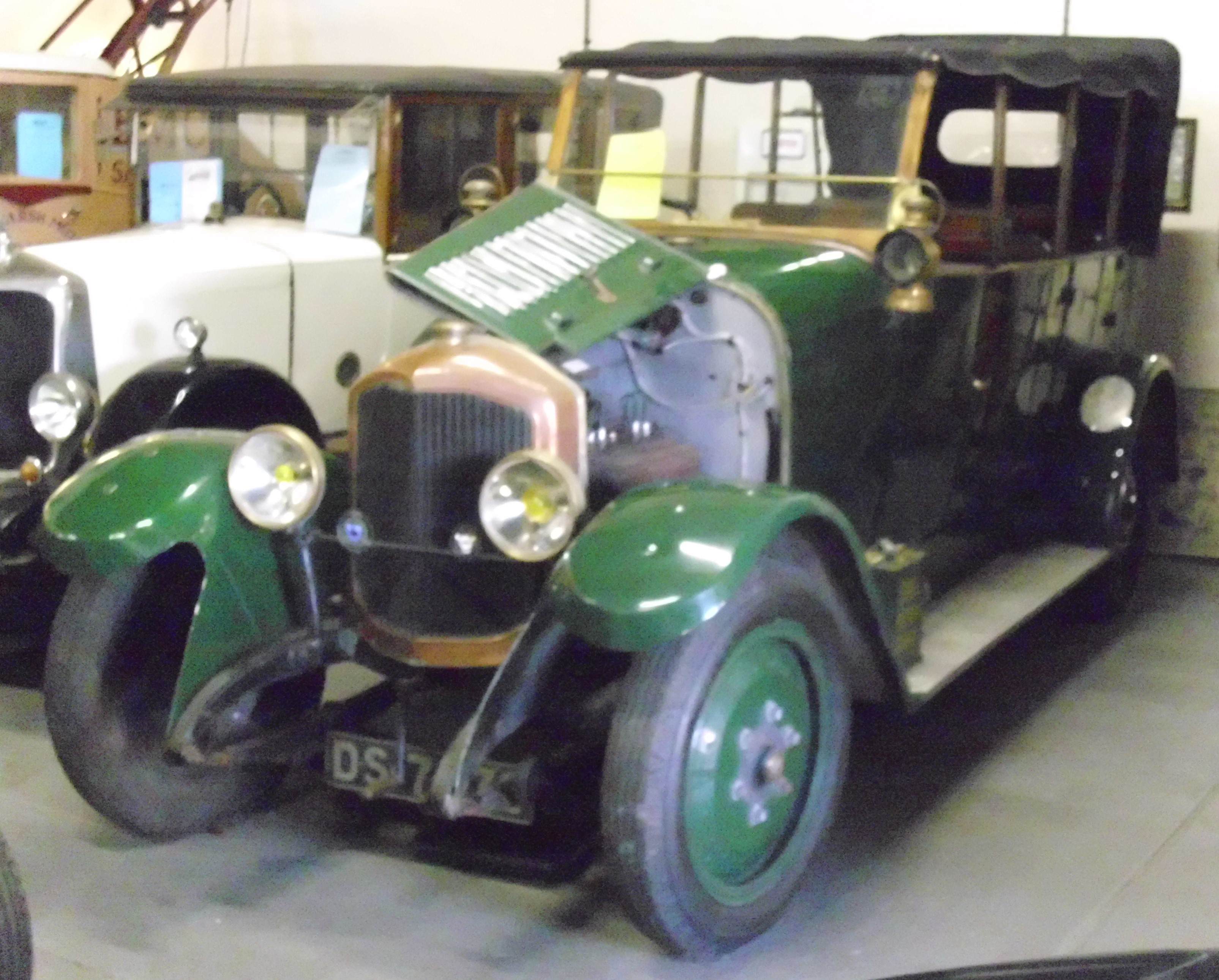
De Dion-Bouton Type HD

Der De Dion-Bouton 15 CV war eine Pkw-Modellreihe des französischen Automobilherstellers De Dion-Bouton aus der Zeit vor dem Zweiten Weltkrieg. Dabei stand das CV für die Steuer-PS. Zu dieser Modellreihe gehörten:
- De Dion-Bouton Type AD (1904–1905)
- De Dion-Bouton Type AO (1906)
- De Dion-Bouton Type AX (1907)
- De Dion-Bouton Type HD (1918–1919)
- De Dion-Bouton Type HF (1920–1922)
- De Dion-Bouton Type JZ (1925–1926)